# Літературно-мистецька премія імені Дмитра Луценка «Осіннє золото»
Літературно-мистецька премія імені Дмитра Луценка «Осіннє золото»
Присвоюють за популяризацію музично-пісенного мистецтва за сприяння Українського Фонду культури. Премією вшановуються співаки, композитори, поети-піснярі та журналісти, що популяризують музично-пісенне мистецтво України.
Вручення премії з 2001 року відбувається щорічно у другу суботу вересня в селі Березова Рудка, що на Полтавщині, на святі, приуроченому земляку, Шевченківському лауреату поету-пісняру Дмитру Луценку.

## Лауреати
Серед інших, премію отримали: Віктор Шпортько, Анатолій Матвійчук, Ярослав Борута, Павло Мрежук, хор ім. Г.Верьовки; композитори , Остап Гавриш, Ігор Поклад, Анатолій Сердюк; поети-піснярі Степан Галябарда, Микола Луків, Вадим Крищенко, Михайло Ткач та інші.
Лауреати окремих років:
- 2001 — Раїса Кириченко[3], Анатолій Пашкевич[3]
- 2004 — Анатолій Сердюк[4], Анатолій Михайленко
- В 2007 премію із врученням диплому лауреата та грошової винагороди вручено: 
  - народному артисту України, поету, композитору і виконавцю Анатолію Матвійчуку,
  - композитору Леоніду Нечипоруку,
  - самодіяльному композитору Віктору Кваснєвському,
  - народному фольклорному ансамблю “Яворина” Полтавського університету споживчої кооперації України (художній керівник Анатолій Жданов),
  - заслуженому народному ансамблю пісні і танцю України “Дарничанка” (художній керівник, професор Петро Андрійчук).
- 2013 — Оксана Радушинська[5]
- 2015 — Тетяна Школьна, солістка Національної філармонії України, Маркіян Свято, співак,[6] народний самодіяльний фольклорний колектив «Горлиця» Давидівського сільського Будинку культури (керівник Надія Ліневська) та народний самодіяльний хоровий колектив «Берегиня» Гребінківського районного Будинку культури (керівник Ніла Луценко).[7]
- 2021 — Ковтун Владлен Кузьмич